# Камара де Аталая, Жозе Мануэл да
Жозе́ Мануэ́л да Ка́мара де Атала́я (порт. José Manuel da Câmara de Atalaia; 25 декабря 1686, Лиссабон, Португалия — 9 июля 1758, там же) — португальский кардинал. Второй Патриарх Лиссабона с 20 мая 1754 по 9 июля 1758. Кардинал-священник с 10 апреля 1747 по 9 июля 1758.